# Малые Сыры
Малые Сыры — деревня в Балахтинском районе Красноярского края России. Входит с состав Большесырского сельсовета.

## География
Деревня расположена в 23 км к северу от районного центра Балахта на реке Чулым.

## Население
| 1989 | 2002 | 2010 |
| ---- | ---- | ---- |
| 81   | ↘77  | ↘38  |

Гендерный состав
По данным Всероссийской переписи населения 2010 года 21 мужчина и 17 женщин из 38 чел.